# Окремий Чорноморський кіш (Українська Держава)
Окремий Чорноморський кіш (О. Ч.к.) — військове з'єднання збройних сил Української Держави під час української революції та радянсько-української війни.

## Історія
1 серпня командиром коша призначено полковника К. Я. Блохіна (1 серпня — жовтень 1918).
У серпні помічником командира коша зі стройової частини було призначено В.Пелещука.

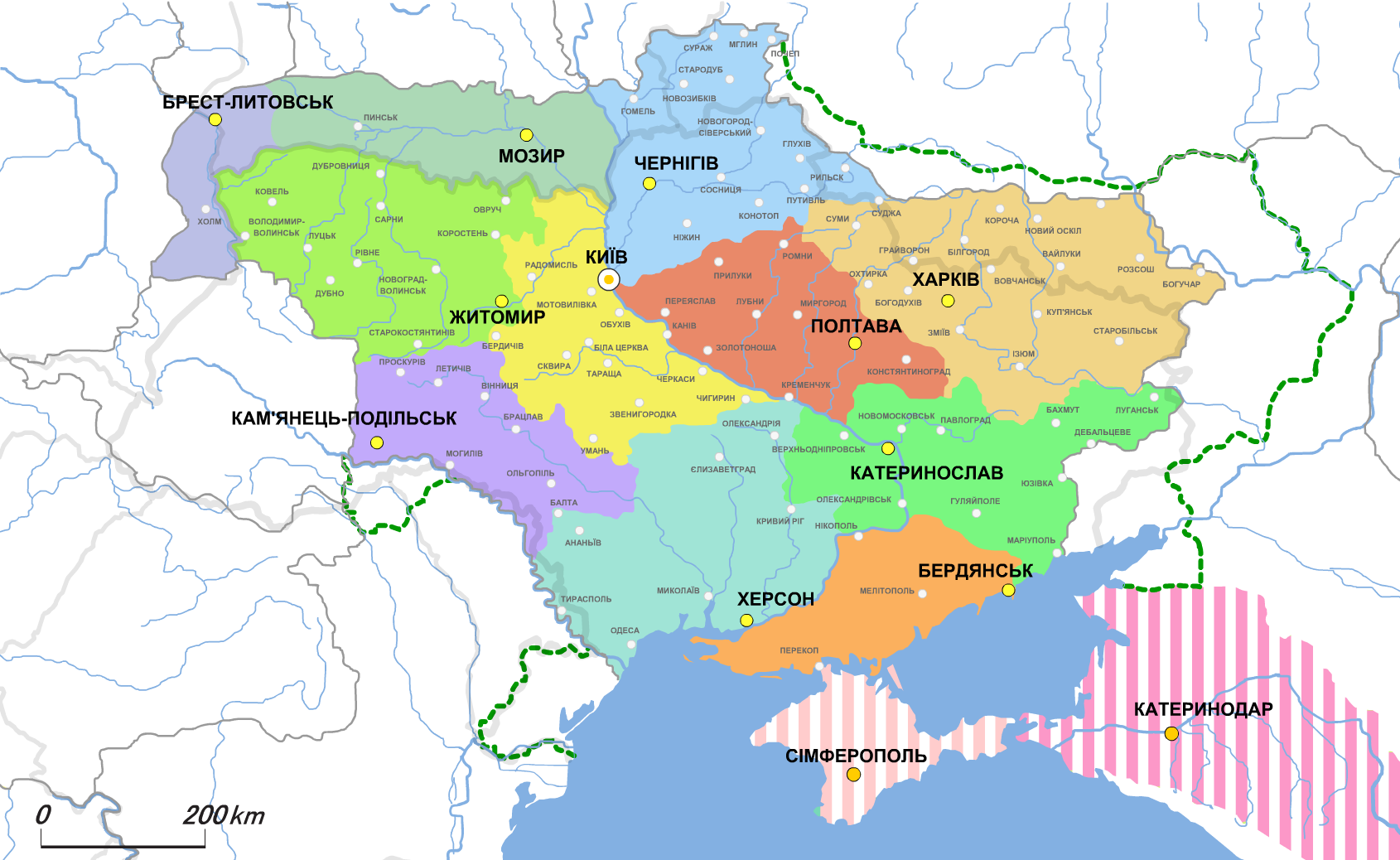
Адміністративно-територіальний поділ. Зелена пунктирна лінія — територіальні претензії.

Формування Окремого Чорноморського коша розпочалося в вересні в Бердичеві (повітове місто Берди́чівського повіту Київської губернії).
Склад на вересень 1918:
- 1-й піший курінь
- 2-й піший курінь
- 3-й піший курінь
- артилерійський дивізіон
- кінний дивізіон
- інженерна сотня
- комендантська сотня

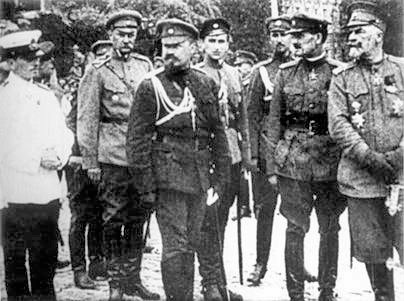
Службовці військового міністерства Української Держави — полковник Микола Лаврентійович Максимів (крайній зліва, у білій формі) і військовий міністр генеральний бунчужний Олександр Францевич Рогоза (крайній праворуч).

Військовослужбовці, які вступали на службу, складали Присягу на вірність Українській Державі, також їх ознайомлювали із Законом про військову підсудність.
Старшини (офіцери) й підстаршини підписували контракти, а козаки могли призиватися відповідно до Закону про загальний військовий обов'язок.
Закон про політично-правове становище службовців Військового відомства забороняв військовослужбовцям перебувати та брати участь у складі будь-яких гуртків, товариств, партій, союзів, комітетів й інших організацій, які мали політичну спрямованість.
5 жовтня командиром 1-ї артилерійської батареї було призначено полковника К. А. Смовського.
Наприкінці жовтня командиром коша було призначено помічника командира коша зі стройової частини старшину В. Пелещука.
У жовтні начальником штабу коша було призначено сотника І. Ф. Легін.
У середині листопада в складі коша було 85 старшин (офіцерів), 137 підстаршин, 1380 козаків й 115 коней.
11 листопада завершилась Перша світова війна. Німецька імперія припинила своє існування в результаті Листопадової революції та повинна була вивести війська з окупованих територій. Для уряду Української Держави ця подія віщувала послаблення влади.
Послабленням німців й відповідно Української Держави скористалися опоненти гетьмана П. П. Скоропадського, які проголосили в ніч з 13 на 14 листопада в Білій Церкві Директорію з метою повалення влади німецького командування й уряду. Директорія складалася з п'яти членів, а головою було обрано В. К. Винниченко.
14 листопада гетьман П. П. Скоропадський проголосив «Федеративну Грамоту», яким він зобов'язувався об'єднати Україну з майбутньою (небільшовицькою) російською державою.
16 листопада почалося повстання, яке було підтримане частиною військ Української Держави під командуванням С. В. Петлюри, яке очолила Директорія УНР проти уряду Української Держави. Українська революція змітала ще одну владу.
В армії й Чорноморському коші стався розкол й розпочалася «Українська громадянська війна».
Кінний дивізіон переформований в 1-й Чорноморський кінний полк. 16 листопада командиром полку призначено сотника Міляшкевича (16.11.1918, загинув в 02.1919).
20—21 листопада проти урядових військ, які оборонялися під Києвом з Бердичева прибули бунтівні підрозділи Окремого Чорноморського коша Української Держави. Артилерія Окремого загону Січових стрільців вела обстріл південних околиць Києва.
24 листопада 1918 року Окремий Чорноморський кіш перебував на стороні військ Директорії УНР.

## Структура
На вересень — не пізніше 24 листопада 1918:
- 1-й піший курінь
- 2-й піший курінь
- 3-й піший курінь
- артилерійський дивізіон
- кінний дивізіон
- інженерна сотня
- комендантська сотня

## Командування
- Командири коша:

- полковник К. Я. Блохін (1 серпня — жовтень 1918)
- військовий старшина В.Пелещук (кінець жовтня — не пізніше 24 листопада 1918)

- Начальник штабу коша:

- сотник І. Ф. Легін (жовтень — не пізніше 24 листопада 1918)

- Помічник командира коша: полковник Я. І. Дядик (05.10.1918 — …)
- Командир 1-ї артилерійської батареї артилерійського дивізіону полковник К. А. Смовський (5.10.1918 — 24.11.1918).

## Капелани Коша
- Маринич Микола Агафонович
- Павло Пащевський